# آریکا ویتانزا
آریکا ویتانزا (انگلیسی: Aricca Vitanza؛ زادهٔ ۲۰ اوت ۱۹۸۹) بازیکن فوتبال اهل ایالات متحده آمریکا است.